# 饶南湖
饶南湖（1971年7月—），女，汉族，四川南充人，生於雲南保山，中华人民共和国政治人物。福州大学财经学院计划统计专业本科毕业，云南大学政治经济学专业毕业。

## 生平
1993年7月参加工作，1995年11月加入中国共产党。历任云南省电力集团有限公司团委副书记、书记、青工处处长等职。2002年12月，任共青团云南省委副书记。2007年4月，兼任云南省青年联合会主席。2007年11月，任共青团云南省委书记、党组书记兼省青联主席。2008年3月，任共青团云南省委书记、党组书记。
2012年8月，任中共玉溪市委副书记。2013年1月，任中共玉溪市委副书记、代市长，并于同年3月正式当选。2016年8月，不再担任中共玉溪市委副书记、市长，任云南省总工会党组副书记。
2017年11月，饶南湖转任云南省有色地质局局长。
2013年，当选第十二届全国人大代表，任期至2018年。